# Skeleton op de Olympische Jeugdwinterspelen 2012
Skeleton is een van de olympische sporten die beoefend werden tijdens de Olympische Jeugdwinterspelen 2012 in Innsbruck. De wedstrijden vonden plaats op 21 januari op de bobslee-, rodel- en skeletonbaan in het nabijgelegen Igls. De twee traditionele onderdelen in het skeleton werden georganiseerd; individueel voor jongens en meisjes.

## Deelnemers
De deelnemers moesten in 1995 of 1996 geboren zijn. Het maximale aantal deelnemers was door het IOC op vijftien deelnemers per categorie gesteld. De opzet was dat elk land maximaal een jongen en een meisje mocht inschrijven. Op de Europees/Afrikaanse kwalificatiewedstrijden werden zeven plaatsen vergeven, buiten die voor het gastland, op de Amerikaanse/Aziatische/Oceanische kwalificatiewedstrijden werden vier plaatsen voor de Amerikaanse landen en drie plaatsen voor Aziatische en/of Oceanische landen vergeven. Het gastland krijgt de 15e startplaats toebedeeld.
Aan de wedstrijden deden in beide categorieën veertien deelnemers mee. Bij de jongens deed Japan met twee deelnemers mee, bij de meisjes deden Duitsland, Roemenië, Rusland en de Verenigde Staten ditzelfde. Uit Nederland nam Astrid Ekelmans bij de meisjes deel, ze eindigde op de dertiende plaats.

## Medailles
| Onderdeel | Goud | Goud               | Zilver | Zilver                 | Brons | Brons          |
| --------- | ---- | ------------------ | ------ | ---------------------- | ----- | -------------- |
| jongens   | GER  | Sebastian Berneker | AUT    | Stefan Richard Geisler | CAN   | Corey Gillies  |
|           |      |                    |        |                        |       |                |
| meisjes   | GER  | Jacqueline Lölling | AUT    | Carina Mair            | CAN   | Carli Brockwav |

## Uitslagen
Beide wedstrijden vonden op zaterdag 21 januari plaats. Bij de meisjes werd de eerste run afgelast.
| Jongens |                         |      |         |         |         |         |
| #       | Naam                    | Land | Tijd    | +       | 1e run  | 2e run  |
| Goud    | Sebastian Berneker      | GER  | 1.52,73 |         | 1.56,20 | 1.56,53 |
| Zilver  | Stefan Richard Gesiler  | AUT  | 1.54,70 | + 01,97 | 1.57,11 | 1.57,59 |
| Brons   | Corey Gillies           | CAN  | 1.55,82 | + 03,09 | 1.58,35 | 1.57,47 |
| 04      | Cosmin Marius Chioibasu | ROU  | 1.55,86 | + 03,13 | 1.57,97 | 1.57,89 |
| 05      | Sacha Berger            | SUI  | 1.57,68 | + 04,95 | 1.59,02 | 1.58,66 |
| 06      | Valeriy Myshaev         | RUS  | 1.57,71 | + 04,98 | 1.58,26 | 1.59,45 |
| 07      | Anthony Herringshaw     | USA  | 1.58,16 | + 05,43 | 1.59,00 | 1.59,16 |
| 08      | Davis Dreimanis         | LAT  | 1.58,46 | + 05,73 | 1.59,22 | 1.59,24 |
| 09      | Dan Sato                | JPN  | 1.58,89 | + 06,16 | 1.59,55 | 1.59,34 |
| 10      | Hiroki Nokura           | JPN  | 1.59,72 | + 06,99 | 1.59,92 | 1.59,80 |
| 11      | Ferdinando Mulassano    | ITA  | 1.59,80 | + 07.07 | 1.59,86 | 1.59,94 |
| 12      | Kim Banseok             | KOR  | 2,00,42 | + 07,69 | 1.01,34 | 1.59,08 |
| 13      | Marc Alcaraz            | ESP  | 2.02,38 | + 09,65 | 1.00,98 | 1.01,40 |
| 14      | Josue Montiel Santander | MEX  | 2.04,37 | + 11,64 | 1.01,85 | 1.02,52 |

| Meisjes |                       |      |         |        |        |         |
| #       | Naam                  | Land | Tijd    | +      | 1e run | 2e run  |
| Goud    | Jacqueline Lölling    | GER  | 1.57,43 |        |        | 1.57,43 |
| Zilver  | Carina Mair           | AUT  | 1.58,40 | + 0,97 |        | 1.58,40 |
| Brons   | Carli Brockway        | CAN  | 1.58,48 | + 1,05 |        | 1.58,48 |
| 04      | Anastasia Shlapak     | RUS  | 1.58,73 | + 1,30 |        | 1.58,73 |
| 05      | Kim Meylemans         | GER  | 1.59,02 | + 1,59 |        | 1.59,02 |
| 06      | Elizaveta Zubkova     | RUS  | 1.59,28 | + 1,85 |        | 1.59,28 |
| 07      | Lizzie Maxwell        | USA  | 1.59,50 | + 2,07 |        | 1.59,50 |
| 08      | Eva Vuga              | SLO  | 1.59,89 | + 2,46 |        | 1.59,89 |
| 09      | Timi Earl             | USA  | 1.01,04 | + 3,61 |        | 1.01,04 |
| 10      | Ramona Gabriela Arcos | ROU  | 1.01,23 | + 3,80 |        | 1.01,23 |
| 11      | Guendalina Bergonzoni | ITA  | 1.01,57 | + 4,14 |        | 1.01,57 |
| 12      | Andreaa Chiosa        | ROU  | 1.01,65 | + 4,22 |        | 1.01,65 |
| 13      | Astrid Ekelmans       | NED  | 1.01,68 | + 4,25 |        | 1.01,68 |
| 14      | Saki Ando             | JPN  | 1.02,42 | + 4,99 |        | 1.02,42 |

Alpineskiën · Biatlon · Bobsleeën · Curling · Freestyleskiën · IJshockey · Kunstrijden · Langlaufen · Noordse combinatie · Rodelen · Schaatsen · Schansspringen · Shorttrack · Skeleton · Snowboarden